# Anna Veith
Anna Veith, född Fenninger den 18 juni 1989 i Hallein i Land Salzburg, är en österrikisk före detta utförsåkare. Hon tävlade i alla discipliner, men hade störst framgångar i storslalom och super-G.
I junior-VM 2006 vann hon guld i super-G och kombination, silver i störtlopp och blev femma i slalom. I junior-VM 2008 vann hon guld i storslalom och kombination, och silver i super-G. 
Veith tog VM-guld i superkombination under VM 2011 i Garmisch-Partenkirchen.
Vid olympiska vinterspelen 2014 vann hon guld i super-G och silver i storslalom.
I världscupen har hon 15 världscupsegrar. I Åre i mars 2014 vann hon dubbla storslalomtävlingar.
Inför världscupsäsongspremiären i Sölden i oktober 2015 ådrog hon sig en knäskada, och missade säsongen 2015/2016. Denna skada gör sig i oktober 2016 fortfarande påmind, varför hon avstår världscuppremiären i Sölden detta år. Den fortsatta säsongen 2016/17 presterade hon inte på topp, och i februari 2017 råkade hon ut för en ny knäskada. Hon opererades, och den 2 mars 2017 kom besked att denna säsong är spolierad, eftersom en läkning på minst sex månader är att antaga.
Anna Veith är sedan 16 april 2016 gift med snowboardåkaren Manuel Veith (född 1985).
Veith avslutade karriären i maj 2020. 

## Världscupsegrar (14)
| Datum            | Plats                  | Gren              |
| ---------------- | ---------------------- | ----------------- |
| 28 december 2011 | Lienz                  | Storslalom        |
| 28 december 2012 | Semmering              | Storslalom        |
| 3 mars 2013      | Garmisch-Partenkirchen | Super-G           |
| 9 mars 2013      | Ofterschwang           | Storslalom        |
| 28 december 2013 | Lienz                  | Storslalom        |
| 6 mars 2014      | Åre                    | Storslalom        |
| 7 mars 2014      | Åre                    | Storslalom        |
| 16 mars 2014     | Lenzerheide            | Storslalom        |
| 25 oktober 2014  | Sölden                 | Storslalom        |
| 21 februari 2015 | Maribor                | Storslalom        |
| 1 mars 2015      | Bansko                 | Alpin kombination |
| 2 mars 2015      | Bansko                 | Super-G           |
| 13 mars 2015     | Åre                    | Storslalom        |
| 22 mars 2015     | Meribel                | Storslalom        |

### Fotnoter
1. ↑  Johan Häll (21 oktober 2015). ”Fenningers säsong över”. SVT Sport. http://www.svt.se/sport/vintersport/fenningers-sasong-over/. Läst 21 oktober 2015.
2. ↑  SVT.se/sport: Fenninger avstår VC-premiären
3. ↑  ”Web.de/Magazine/Sport: Anna Fenninger heiratet Ex-Snowboarder Manuel Veith”. Arkiverad från originalet den 18 oktober 2016. https://web.archive.org/web/20161018230636/http://web.de/magazine/sport/mehr-sport/anna-fenninger-heiratet-ex-snowboarder-manuel-veith-31497844. Läst 18 oktober 2016.
4. ↑  DerStandard: Anna Veith beendet ihre Ski-Karriere...